# Ямболско
 Тази статия е за историко-географската област.  За административната област вижте Ямбол (област).  За други значения вижте Ямболско (пояснение).
Ямболско е историко-географска област в Югоизточна България, около град Ямбол.
Територията ѝ съвпада приблизително с някогашната Ямболска околия, а днес включва община Ямбол, почти целите общини Тунджа (без селата Голям манастир, Драма, Каравелово и Робово от Елховско и Гълъбинци от Сливенско) и Стралджа (без селата Леярово и Поляна от Елховско и Маленово от Карнобатско), както и село Зорница в община Средец. Разположена е в Ямболското поле и съседните възвишения. Граничи със Сливенско и Котленско на север, Карнобатско и Средецко на изток, Елховско на юг и Новозагорско на запад.